# 死海 (畫作)

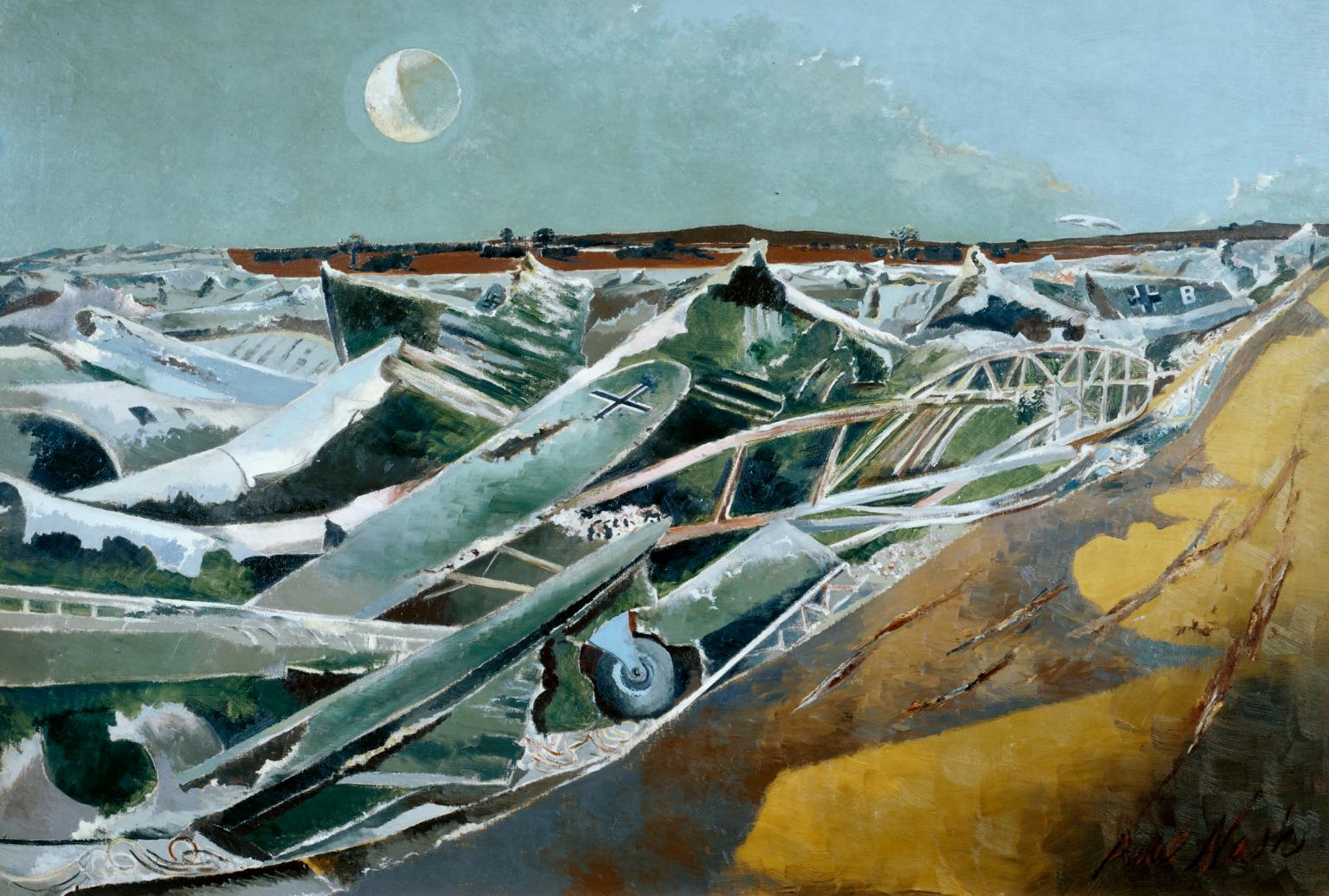
《死海》

死海（德語：Totes Meer）是保羅·納許1941年創作的一幅油畫。它描繪了月光下的風景，周圍是納粹德國空軍失事飛機的墓地。機翼和機身上破碎的金屬碎片類似於鋸齒狀冰的海景，可能受到卡斯帕·大衛·弗里德里希的《冰海》的啟發。它的尺寸為40.0×60.0英寸（102×152厘米），自1946年起一直被泰特美術館收藏。
納許是第一次和第二次世界大戰中的官方戰爭藝術家。1940年，納許受邀到空軍部工作，同年開始《死海》的創作。空軍部的一些代表不喜歡他的藝術風格，年底前終止了他的全職職位。《死海》於1941年完成，並於1941年提供給戰爭藝術家諮詢委員會。納許為這幅畫支付了150英鎊。